# System on module

Ús típic de SoC en un sistema en una placa de circuit de mòdul

Un sistema en un mòdul (amb acrònim anglès SoM) és un circuit a nivell de placa que integra una funció del sistema en un únic mòdul. Pot integrar funcions digitals i analògiques en una sola placa. Una aplicació típica és a l'àrea dels sistemes encastats. A diferència d'un ordinador d'una sola placa, un SoM té una funció especial com un sistema en un xip (SoC). Els dispositius integrats al SoM solen requerir un alt nivell d'interconnexió per raons com la velocitat, el temps, l'amplada del bus, etc. Hi ha avantatges en la construcció d'un SoM, com per a SoC; un resultat notable és reduir el cost de la placa base o la PCB principal. Altres dos avantatges principals dels SoM són el disseny-reutilització i que es poden integrar en moltes aplicacions informàtiques incrustades.

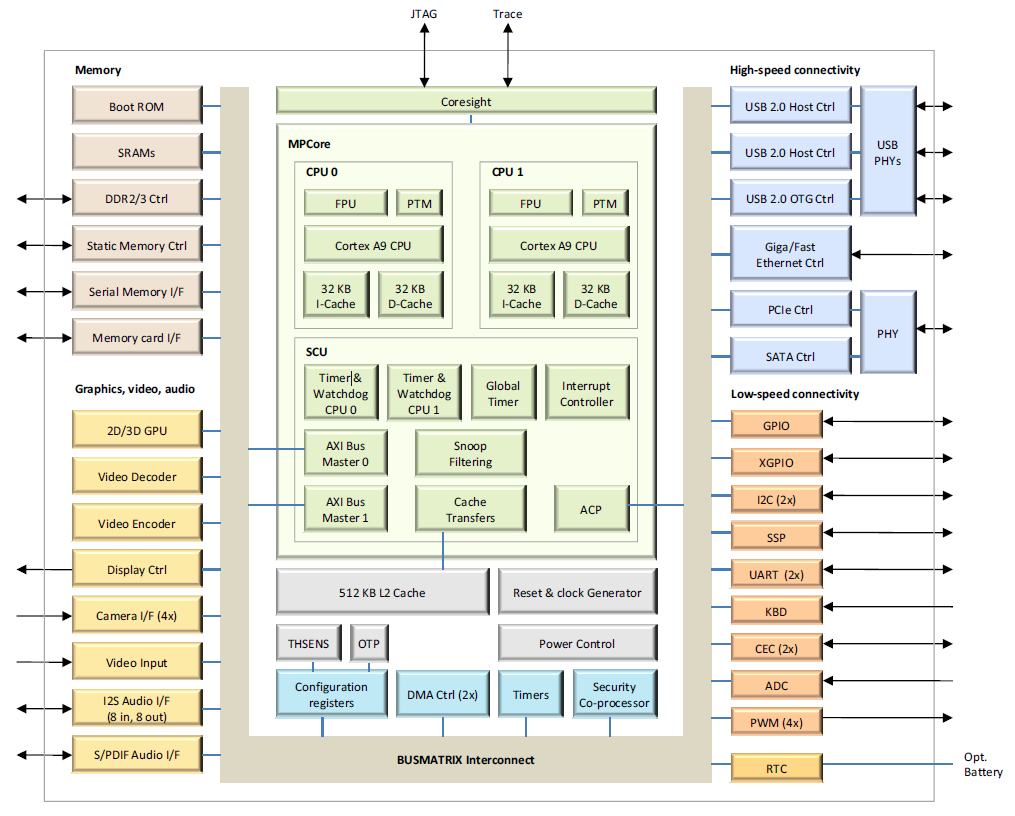
Exemple de diagrama de blocs SoM

## Història
L'acrònim SoM té les seves arrels en els mòduls basats en blade. A mitjans de la dècada de 1980, quan les connexions de VMEbus utilitzaven M-Modules, es coneixien comunament com a sistema en un mòdul (SoM). Aquests SoM realitzaven funcions específiques com ara funcions de càlcul i funcions d'adquisició de dades. Els SoM van ser utilitzats àmpliament per Sun Microsystems, Motorola, Xerox, DEC i IBM als seus ordinadors blade.

## Disseny
Un SoM típic consisteix en:
- almenys un nucli de microcontrolador, microprocessador o processador de senyal digital (DSP).
  - Els sistemes multiprocessador en xip (MPSoC) tenen més d'un nucli de processador
- blocs de memòria que inclouen una selecció de ROM, RAM, EEPROM i/o memòria flash
- fonts de temps
- interfícies de comunicació estàndard de la indústria com ara USB, FireWire, Ethernet, USART, SPI, I²C
- perifèrics que inclouen temporitzadors de comptador, temporitzadors en temps real i generadors de restabliment d'encesa
- interfícies analògiques incloent convertidors analògic-digital i convertidors digital-analògic
- reguladors de tensió i circuits de gestió de potència.[4]